# Buffalo Games
Buffalo Games är ett amerikanskt företag grundat 1986, känt som spel- och pusseltillverkare.

## Officiell webbsida
- Buffalo Games